# Kim cương thừa

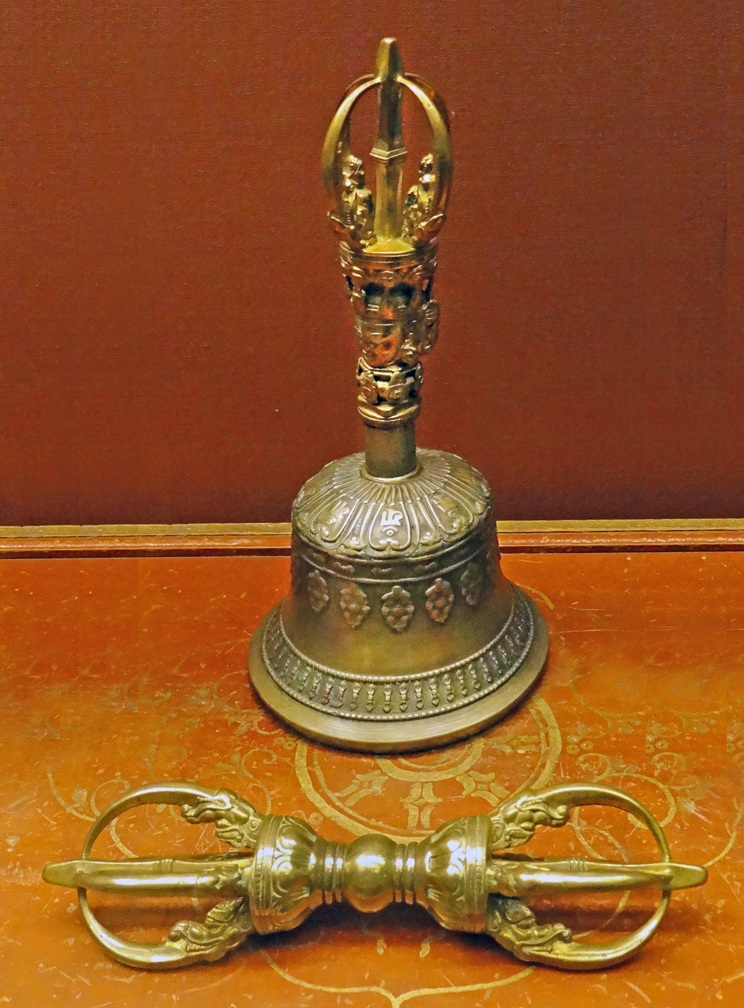
Kim cương chử và chuông (ghanta), những biểu tượng nghi lễ cổ điển của Kim cương thừa

Kim cương thừa (zh. 金剛乘, sa. vajrayāna) là một trường phái Phật giáo xuất hiện trong khoảng thế kỉ thứ 5, 6 tại Bắc Ấn Độ. Kim cương thừa bắt nguồn từ Đại thừa (sa. mahāyāna) và được truyền qua Tây Tạng, Trung Quốc, Nhật Bản (riêng bộ Vô thượng du-già không được truyền sang Trung Quốc và Nhật), Mông Cổ và Nga. Đây là một trong ba bộ phái Phật giáo chính hiện nay, hai bộ phái còn lại là Phát triển (còn gọi là Bắc tông, Đại thừa, Đại chúng) và Nguyên thủy (còn gọi là Nam tông, Tiểu thừa, Thượng tọa)
Xuất phát từ Phật giáo Đại thừa, nhưng trường phái này lấy thêm những phương pháp tu học huyền bí, có tính chất mật truyền. Thường thường các phái này được hướng dẫn bằng một vị Đạo sư, kinh sách của họ trình bày nhiều phép tu luyện được gọi là Đát-đặc-la (sa. tantra). Kim cương thừa hay sử dụng Chân ngôn (sa. mantra) và có ảnh hưởng mạnh nhất tại Tây Tạng. Vì hay sử dụng Chân ngôn, Phật giáo Tây Tạng cũng gọi Kim cương thừa là Chân ngôn thừa (sa. mantrayāna).
Giáo pháp của Kim cương thừa mang tính chất Mật giáo, bao gồm các yếu tố của phép Du-già (sa. yoga) và các tôn giáo thiên nhiên của Ấn Độ trộn lẫn với tư tưởng Phật giáo. Quan trọng nhất là ảnh hưởng từ Tây Bắc Ấn Độ với nhiều biểu tượng về Tịnh quang (sa. ābhāsvara, cũng được dịch là Cực quang, ánh sáng rực rỡ) cũng như ảnh hưởng của Bắc Ấn về việc tôn thờ tính dục.
Trong thời gian đầu, giáo pháp này chỉ được khẩu truyền, và đến giữa thế kỉ thứ 6 và thế kỉ thứ 10 mới được hệ thống hóa và kết tập hoàn chỉnh. Các tác phẩm quan trọng nhất của Kim cương thừa là Bí mật tập hội (sa. guhyasamājatantra) và Thời luân đát-đặc-la (sa. kālacakratantra) cũng sinh ra trong thời gian này. Các kinh sách quan trọng nhất của Kim cương thừa được gồm trong các Đát-đặc-la cũng như các bài Chứng đạo ca của các Thành tựu giả (sa. siddha, cũng gọi là Tất-đạt), là các bài diễn tả kinh nghiệm của phép tu Đại thủ ấn (sa. mahāmudrā).
Lúc Kim cương thừa truyền qua Tây Tạng thì cũng là lúc giáo pháp này đã có một chỗ đứng vững chắc trong Phật giáo nói chung. Muốn lĩnh hội Kim cương thừa, hành giả phải có một kiến giải sâu xa về giáo pháp của các bộ kinh Bát-nhã-ba-la-mật-đa, giáo pháp theo cách luận giải của Long Thụ (sa. nāgārjuna) và Vô Trước (sa. asaṅga). Vì vậy Bát-nhã-ba-la-mật-đa cũng được gọi là "Nhân thừa" (zh. 因乘, sa. hetuyāna) và Kim cương thừa được gọi là "Quả thừa" (zh. 果乘, sa. phalayāna). Trong Kim cương thừa, có một yếu tố quan trọng khác là vai trò của một vị Đạo sư, vị này Quán đỉnh và truyền lực, hướng dẫn đệ tử thiền quán, chú tâm vào một Thành tựu pháp (sa. sādhana) nhất định. Trong các phép này, sử dụng Chân ngôn, quán Mạn-đồ-la và bắt Ấn (Phật giáo) là những phương tiện quan trọng. Trong Kim cương thừa, Kim cương chử (sa. vajra), tức là chùy kim cương, biểu hiện sự Giác ngộ, ngộ được sự nhất thể của vũ trụ, vượt trên mọi nhị nguyên thông thường.

## Tại Việt Nam
Hòa thượng Thích Viên Thành (1950-2002) trụ trì Chùa Hương đời thứ 11 là Thầy Tổ Phật giáo Kim Cương Thừa của Việt Nam, Ngài đã khai sáng phục hưng, phát triển Phật giáo Kim Cương Thừa ở nước ta, đưa Truyền thừa Drukpa từ đất nước Bhutan Vương quốc Phật giáo ở miền đông Dãy Himalaya hoằng truyền vào nước ta từ năm 1992 với tâm nguyện đem sự thực hành của truyền thống Kim Cương Thừa góp phần vào sự phát triển của Phật giáo Việt Nam vì lợi ích người dân và hữu tình trong nước.